# Pécs
Pécs (Pečuj ou Печуј em sérvio, Pečuh em croata, Fünfkirchen em alemão, Päťkostolie em eslovaco, Peçuy em turco) é uma cidade e um condado urbano (megyei jogú város em húngaro) da Hungria, localizada no sudoeste do país. Pécs é a capital do condado de Baranya e a quinta maior cidade do país. No passado, era conhecida pelo nome alemão de Fünfkirchen.
Os romanos a chamavam de Sopianas (em grego: Sopianæ) e era a capital da Panônia Valéria.
A Universidade de Pécs, fundada em 1367, é das mais antigas do mundo.
Em Pécs encontra-se uma amendoeira (Prunus Dulcis), com mais de 100 anos. Recebeu o prémio de Árvore Europeia do Ano em 2019.

## Património
- Igreja de Nossa Senhora das Neves.